# Jefferson de Oliveira Galvão
Jefferson de Oliveira Galvão, detto Jefferson (São Vicente, 2 gennaio 1983), è un ex calciatore brasiliano, di ruolo portiere.

## Caratteristiche tecniche
Portiere dal buon fisico, le sue peculiarità sono l'agilità e la concentrazione; a esse si abbina la freddezza. Solitamente preferisce parate efficaci ma poco vistose a interventi spettacolari.

## Carriera

### Club
Cresciuto nelle giovanili del Cruzeiro, nel 2000 viene incluso in prima squadra: al suo primo torneo da titolare, la Copa João Havelange, disputa diciotto incontri. Nei due campionati seguenti trova poco spazio, per un totale di dieci presenze: nel 2003 viene ceduto in prestito al Botafogo. Nel 2004 la squadra di Rio de Janeiro torna in massima serie e Jefferson è la prima scelta tra i pali: quarantadue gli incontri giocati. Nel 2005 gioca alla parte iniziale della stagione, per poi venire ceduto al Trabzonspor, compagine turca. Nella Süper Lig gioca la prima stagione da titolare, assommando ventisei presenze. Nell'annata seguente trova meno spazio. Al termine della edizione 2007-2008 della massima serie turca, conclusasi per lui con quattro presenze complessive (tre in campionato e una in coppa) si trasferisce al Konyaspor, dove riesce a mantenere la posizione di titolare per tutto il torneo. Nell'agosto del 2009 viene annunciato il suo trasferimento al Botafogo. Nel Campeonato Brasileiro Série A 2009 gioca 15 incontri, subendo 17 reti. Durante la sua militanza nel club dalla maglia bianco-nera si afferma come uno dei migliori della squadra. Nella stagione 2010 ha invece totalizzato 36 presenze e 40 gol al passivo.

### Nazionale
Nel 2003 viene convocato per i XIV Giochi panamericani, in programma a Santo Domingo; debutta in nazionale olimpica subentrando a Fernando Henrique nell'incontro del 9 agosto 2003 contro Cuba. Successivamente viene incluso nella lista del Brasile under 20 per il Mondiale di categoria. Durante tale competizione gioca quattro incontri, entrando a far parte della squadra titolare a partire dagli ottavi di finale; le reti subìte in totale sono due, e il Brasile vince il titolo grazie alla vittoria per 1-0 sulla Spagna under 20. Nel luglio 2010 il commissario tecnico della nazionale maggiore Mano Menezes lo convoca per la prima volta in vista dell'amichevole contro gli Stati Uniti.

## Statistiche

### Presenze e reti nei club
Statistiche aggiornate al 28 novembre 2015.
| Stagione        | Squadra         | Campionato      | Campionato | Campionato | Coppe nazionali | Coppe nazionali | Coppe nazionali | Coppe continentali | Coppe continentali | Coppe continentali | Altre coppe | Altre coppe | Altre coppe | Totale | Totale |
| Stagione        | Squadra         | Comp            | Pres       | Reti       | Comp            | Pres            | Reti            | Comp               | Pres               | Reti               | Comp        | Pres        | Reti        | Pres   | Reti   |
| --------------- | --------------- | --------------- | ---------- | ---------- | --------------- | --------------- | --------------- | ------------------ | ------------------ | ------------------ | ----------- | ----------- | ----------- | ------ | ------ |
| 2008-2009       | Konyaspor       | SL              | 19         | -26        | TK              | 0               | 0               | -                  | -                  | -                  | -           | -           | -           | 19     | -26    |
| 2009            | Botafogo        | A/RJ+A          | 0+15       | 0 + -17    | CB              | -               | -               | CS                 | 4                  | -7                 | -           | -           | -           | 19     | -24    |
| 2010            | Botafogo        | A/RJ+A          | 15+36      | -21 + -41  | CB              | 4               | -7              | -                  | -                  | -                  | -           | -           | -           | 55     | -69    |
| 2011            | Botafogo        | A/RJ+A          | 15+30      | -16 + -40  | CB              | 6               | -5              | CS                 | 3                  | -5                 | -           | -           | -           | 54     | -66    |
| 2012            | Botafogo        | A/RJ+A          | 20+30      | -21 + -35  | CB              | 5               | -5              | CS                 | 2                  | -3                 | -           | -           | -           | 57     | -64    |
| 2013            | Botafogo        | A/RJ+A          | 17+26      | -10 + -29  | CB              | 9               | -10             | -                  | -                  | -                  | -           | -           | -           | 52     | -49    |
| 2014            | Botafogo        | A/RJ+A          | 3+27       | -3 + -35   | CB              | 2               | -5              | CL                 | 8                  | -8                 | -           | -           | -           | 40     | -51    |
| 2015            | Botafogo        | A/RJ+B          | 10+26      | -6 + -17   | CB              | 4               | -5              | -                  | -                  | -                  | -           | -           | -           | 40     | -28    |
| Totale Botafogo | Totale Botafogo | Totale Botafogo | 80+190     | -77 + -214 |                 | 30              | -37             |                    | 17                 | -23                |             | -           | -           | 317    | -351   |
| Totale carriera | Totale carriera | Totale carriera | 289        | -317       |                 | 30              | -37             |                    | 17                 | -23                |             | -           | -           | 336    | -377   |

### Cronologia presenze e reti in nazionale
| Cronologia completa delle presenze e delle reti in nazionale ― Brasile | Cronologia completa delle presenze e delle reti in nazionale ― Brasile | Cronologia completa delle presenze e delle reti in nazionale ― Brasile | Cronologia completa delle presenze e delle reti in nazionale ― Brasile | Cronologia completa delle presenze e delle reti in nazionale ― Brasile | Cronologia completa delle presenze e delle reti in nazionale ― Brasile | Cronologia completa delle presenze e delle reti in nazionale ― Brasile | Cronologia completa delle presenze e delle reti in nazionale ― Brasile |
| Data                                                                   | Città                                                                  | In casa                                                                | Risultato                                                              | Ospiti                                                                 | Competizione                                                           | Reti                                                                   | Note                                                                   |
| ---------------------------------------------------------------------- | ---------------------------------------------------------------------- | ---------------------------------------------------------------------- | ---------------------------------------------------------------------- | ---------------------------------------------------------------------- | ---------------------------------------------------------------------- | ---------------------------------------------------------------------- | ---------------------------------------------------------------------- |
| 14-9-2011                                                              | Córdoba                                                                | Argentina                                                              | 0 – 0                                                                  | Brasile                                                                | Superclásico de las Américas 2011                                      | -                                                                      |                                                                        |
| 28-9-2011                                                              | Belém                                                                  | Brasile                                                                | 2 – 0                                                                  | Argentina                                                              | Superclásico de las Américas 2011                                      | -                                                                      |                                                                        |
| 7-10-2011                                                              | San José                                                               | Costa Rica                                                             | 0 – 1                                                                  | Brasile                                                                | Amichevole                                                             | -                                                                      | 74’                                                                    |
| 11-10-2011                                                             | Torreón                                                                | Messico                                                                | 1 – 2                                                                  | Brasile                                                                | Amichevole                                                             | -1                                                                     |                                                                        |
| 26-5-2012                                                              | Amburgo                                                                | Brasile                                                                | 3 – 1                                                                  | Danimarca                                                              | Amichevole                                                             | -1                                                                     |                                                                        |
| 19-9-2012                                                              | Goiânia                                                                | Brasile                                                                | 2 – 1                                                                  | Argentina                                                              | Superclásico de las Américas 2012                                      | -1                                                                     | cap.                                                                   |
| 6-4-2013                                                               | Santa Cruz de la Sierra                                                | Bolivia                                                                | 0 – 4                                                                  | Brasile                                                                | Amichevole                                                             | -                                                                      |                                                                        |
| 14-8-2013                                                              | Basilea                                                                | Svizzera                                                               | 1 – 0                                                                  | Brasile                                                                | Amichevole                                                             | -1                                                                     |                                                                        |
| 12-10-2013                                                             | Seul                                                                   | Corea del Sud                                                          | 0 – 2                                                                  | Brasile                                                                | Amichevole                                                             | -                                                                      |                                                                        |
| 5-9-2014                                                               | Miami Gardens                                                          | Brasile                                                                | 1 – 0                                                                  | Colombia                                                               | Amichevole                                                             | -                                                                      |                                                                        |
| 9-9-2014                                                               | East Rutherford                                                        | Brasile                                                                | 1 – 0                                                                  | Ecuador                                                                | Amichevole                                                             | -                                                                      |                                                                        |
| 11-10-2014                                                             | Pechino                                                                | Brasile                                                                | 2 – 0                                                                  | Argentina                                                              | Superclásico de las Américas 2014                                      | -                                                                      |                                                                        |
| 14-10-2014                                                             | Singapore                                                              | Giappone                                                               | 0 – 4                                                                  | Brasile                                                                | Amichevole                                                             | -                                                                      |                                                                        |
| 26-3-2015                                                              | Saint-Denis                                                            | Francia                                                                | 1 – 3                                                                  | Brasile                                                                | Amichevole                                                             | -1                                                                     |                                                                        |
| 29-3-2015                                                              | Londra                                                                 | Brasile                                                                | 1 – 0                                                                  | Cile                                                                   | Amichevole                                                             | -                                                                      |                                                                        |
| 7-6-2015                                                               | San Paolo                                                              | Brasile                                                                | 2 – 0                                                                  | Messico                                                                | Amichevole                                                             | -                                                                      |                                                                        |
| 10-6-2015                                                              | Porto Alegre                                                           | Brasile                                                                | 1 – 0                                                                  | Honduras                                                               | Amichevole                                                             | -                                                                      |                                                                        |
| 14-6-2015                                                              | Temuco                                                                 | Brasile                                                                | 2 – 1                                                                  | Perù                                                                   | Coppa America 2015 - 1º turno                                          | -1                                                                     |                                                                        |
| 17-6-2015                                                              | Santiago del Cile                                                      | Brasile                                                                | 0 – 1                                                                  | Colombia                                                               | Coppa America 2015 - 1º turno                                          | -1                                                                     |                                                                        |
| 21-6-2015                                                              | Santiago del Cile                                                      | Brasile                                                                | 2 – 1                                                                  | Venezuela                                                              | Coppa America 2015 - 1º turno                                          | -1                                                                     |                                                                        |
| 27-6-2015                                                              | Concepción                                                             | Brasile                                                                | 1 – 1 (3 – 4 dtr)                                                      | Paraguay                                                               | Coppa America 2015 - Quarti di finale                                  | -1                                                                     |                                                                        |
| 9-10-2015                                                              | Ñuñoa                                                                  | Cile                                                                   | 2 – 0                                                                  | Brasile                                                                | Qual. Mondiali 2018                                                    | -                                                                      |                                                                        |
| Totale                                                                 |                                                                        | Presenze                                                               | 22                                                                     |                                                                        | Reti                                                                   | -11                                                                    |                                                                        |

## Palmarès

### Club

#### Competizioni statali
- Campionato Carioca: 3

Botafogo: 2010, 2013, 2018

#### Competizioni nazionali
- Campeonato Brasileiro Série B: 1

Botafogo: 2015

### Nazionale
- Mondiale Under-20: 1

Emirati Arabi Uniti 2003
- Confederations Cup: 1

Brasile 2013